# Midnight in a Toy Shop
Pour plus de détails, voir Fiche technique et Distribution.
Midnight in a Toy Shop est un court métrage d'animation américain de la série des Silly Symphonies réalisé par Wilfred Jackson, pour Columbia Pictures, sorti le 3 juillet ou le 16 août 1930.

## Synopsis
Une nuit, pour se mettre à l'abri d'une tempête de neige, une araignée se faufile dans une boutique de jouets. Les objets se mettent alors à bouger.

## Fiche technique
- Titre original : Midnight in a Toy Shop
- Série : Silly Symphonies
- Réalisateur : Wilfred Jackson
- Animateur[1] : Wilfred Jackson, Dave Hand, Johnny Cannon, Les Clark, Tom Palmer, Dick Lundy, Ben Sharpsteen, Jack King, Norman Ferguson
- Décors : Carlos Manriquez, Emil Flohri
- Producteur : Walt Disney
- Société de production : Walt Disney Productions
- Distributeur : Columbia Pictures
- Date de sortie :
  - Annoncée : 3 juillet[1],[2] ou le 16 août 1930[3]
  - Dépôt de copyright : 15 août 1930
  - Première à Los Angeles : 8 septembre au Globe en première partie de Rain or Shine de Frank Capra
  - Première à New York : 24 décembre 1930 au Roxy en première partie de Part-Time Wife de Leo McCarey
- Format d'image : Noir et Blanc
- Musique : Bert Lewis[1]
  - Extrait de Fern an Schottischer Felsenküste (Sechs Gedichite nach H. Heine, 1887) d'Edward MacDowell
  - Extrait de Pizzicato Polka (Sylvia, 1876) de Léo Delibes
  - Extrait de Cocoanut Dance (1899) d'Andrew Hermann
  - Extrait de Lustspiel-Overtüre (années 1860) d'Adabert Keler-Bela
- Son : Mono
- Durée : 7 min 32 s
- Langue : (en)
- Pays de production :  États-Unis

## Commentaires
David Hand est aussi l'auteur de l'affiche du court métrage.
En août 1948, le film a été vendu sur des bandes 16 mm par la société Hollywood Film Entreprises. C'est le seul court métrage noir et blanc de la série Silly Symphony à avoir été vendu sous ce format.